# Варшавский лицей

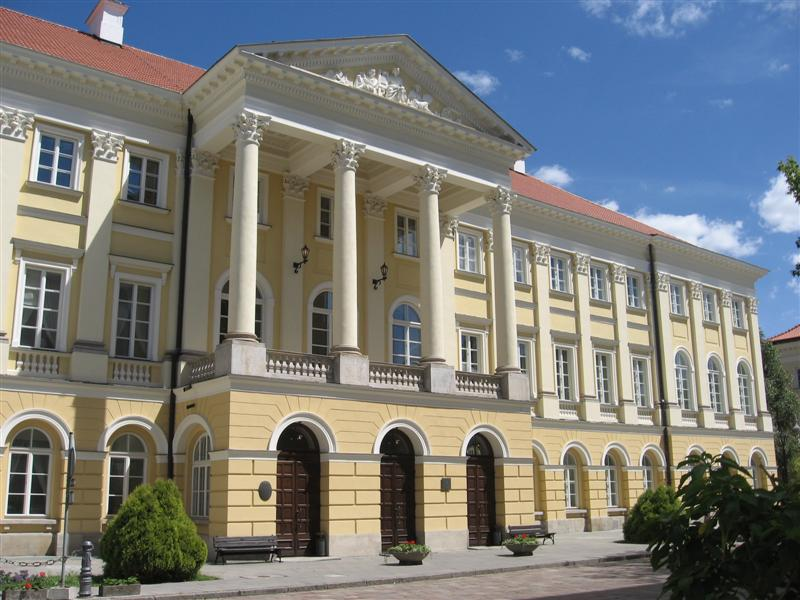
Казимировский дворец

Варшавский лицей (пол. Liceum Warszawskie) — общеобразовательное городское учебное заведение для шляхетских детей в Варшаве, существовало с 1804 по 1831 год. Считался лучшей средней школой в Царстве Польском.

## История
Школа Königlich-Preußisches Lyzäum zu Warschau (Королевский Прусский Лицей в Варшаве) была создана прусской властью для юношей зажиточных слоёв населения Варшавы, тогда столицы провинции Прусского королевства — Новой Восточной Пруссии, возникшей в результате третьего раздела Польши.
Скрытой целью открытия лицея была германизация польской молодежи и воспитания её в духе верности прусской короне (для подобных целей тогда же был создан Кадетский корпус в Калише, столице Южной Пруссии).
Школа имела гуманитарный уклон: там изучали латынь, греческий, польский, немецкий, французский, философию, этику, а также естественно-математические и технические предметы, музыку, верховую езду, танцы.

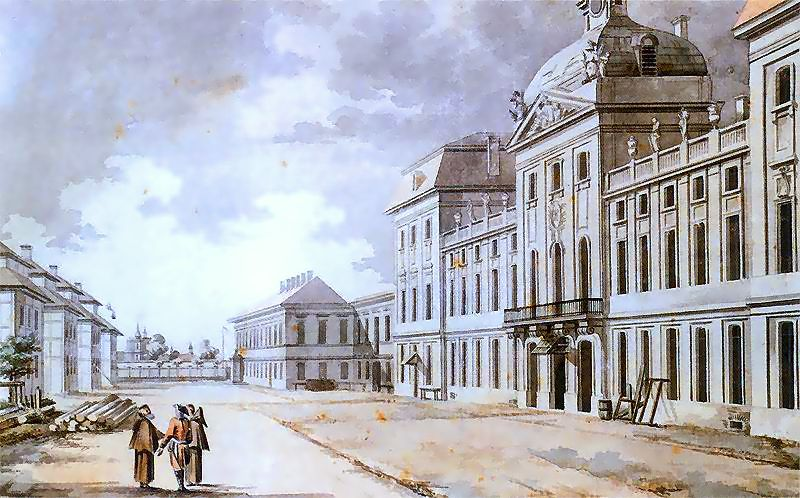
Казимировский дворец в конце XVIII века

Согласно прусской системе образования, Лицей имел шесть классов средней школы и два нижних подготовительных класса. В шести классах преподавание проводилось до 1807 года на немецком языке, затем школа была реорганизована в соответствии с французской системой обучения. В первые годы существования Лицея значительную часть его учеников составляла молодежь Варшавы протестантского вероисповедания — будучи двуязычной, они хорошо справлялись с лекциями на немецком языке. Меньшинством была католическая немецкая молодежь, двуязычная молодежь из смешанных браков — как правило, от матери немецкого происхождения, а также редко были иудеи.
До 1817 года Лицей размещался в правой (северной) пристройке Саксонского дворца, арендуемого у представителей саксонского рода Веттины, в 1817 году Лицей был переведен в Казимировский дворец.
До 1817 года профессорско-преподавательский состав официально имел в своём распоряжении жилые помещения во дворце.
Первым директором Лицея был С. Б. Линде, который в течение первых двух лет работы успешно боролся против попыток прусских властей германизации обучения. Получив от прусского правительства только общие указания по руководству и обустройству лицея, учёный самостоятельно выработал проект лицейского совета (эфората), поставив во главе его Станислава Потоцкого. От этого совета ведёт свою историю местное ведомство народного просвещения.
Среди профессоров Лицея были профессор древних языков и немецкого языка Ф. Бентковский, Ф. Дмоховский, профессор польского языка, К. Гарбиньский, математик, З. Фогель и А. Кокуляр, профессора рисования, М. Шуберт, ботаник, Ф. Шопен, учитель французского и немецкого языков и французской литературы, И. Загорский и многие другие.
Царские власти закрыли Лицей в 1831 году после подавления ноябрьского восстания и создали Первую губернскую гимназию, размещавшуюся в Казимировском дворце.

## Известные выпускники
- Бентковский, Владислав
- Бейер, Кароль
- Бжовский, Юзеф
- Войда, Казимир
- Зайдлер, Бернард
- Кольберг, Оскар
- Косинский, Адам Амилькар
- Красинский, Зыгмунт
- Кроненберг, Леопольд
- Любомирский, Эдуард Михайлович
- Магнушевский, Доминик
- Ордон, Юлиан
- Скарбек, Фредерик Флориан
- Фонтана, Юлиан
- Шимановский, Вацлав (писатель)
- Шокальский, Виктор Феликс
- Эренберг, Густав
- Ястшембовский, Войцех